# Coupe d'Europe des vainqueurs de coupe féminine de handball 1989-1990
Navigation
Coupe des coupes 1988-1989 Coupe des coupes 1990-1991
La Coupe d'Europe des vainqueurs de coupe féminine de handball 1989-1990 est la 14e édition de la Coupe d'Europe des vainqueurs de coupe féminine de handball, compétition de handball créée en 1976 et organisée par l'EHF.
La compétition est remportée par le club soviétique du Rostselmash Rostov, vainqueur en finales des Hongroises du Debreceni VSC.

## Formule
La Coupe des Vainqueurs de Coupe est également appelée C2. Il est d’usage que les vainqueurs des coupes nationales respectives y participent.  L’ensemble des rencontres se dispute en matches aller-retour, y compris la finale. 

## Résultats

### Tour préliminaire
| Équipe 1            | Score   | Équipe 2               | Aller | Retour |
| ------------------- | ------- | ---------------------- | ----- | ------ |
| Pogoń Szczecin      | 59 – 50 | Skuru IK               | 32-24 | 27-26  |
| Byåsen IL Trondheim | 47 – 28 | GOG Gudme              | 26-14 | 21-14  |
| ATV Bâle            | 34 – 35 | WAT Fünfhaus           | 21-16 | 13-19  |
| SC Magdebourg       | 81 – 24 | Philips Colege         | 40-10 | 41-14  |
| Sasja Anvers        | 22 – 55 | VfL Oldenburg          | 11-27 | 11-28  |
| Espérance Rumelange | 12 – 71 | USM Gagny              | 8-35  | 4-36   |
| Wakefield Metros    | 20 – 38 | Foreholte Voorhout     | 12-15 | 8-23   |
| Terom Iaşi          | 60 – 33 | Gazi Uni Aurora        | 33-15 | 27-18  |
| Sardinia Sassari    | 51 – 44 | Paco de Arcos          | 25-22 | 26-22  |
| Hapoël Petah Tikva  | 21 – 67 | Iskra Partizánske (en) | 11-37 | 10-30  |

### Huitièmes de finale
| Équipe 1               | Score   | Équipe 2              | Aller | Retour |
| ---------------------- | ------- | --------------------- | ----- | ------ |
| VIF Dimitrov Sofia     | 41 – 69 | Rostselmash Rostov    | 20-31 | 21-38  |
| Pogoń Szczecin         | 47 – 57 | Știința Bacău         | 23-24 | 24-33  |
| Byåsen IL Trondheim    | 45 – 33 | WAT Fünfhaus          | 26-15 | 19-18  |
| SC Magdebourg          | 37 – 30 | VfL Oldenburg         | 19-11 | 18-19  |
| USM Gagny              | 52 – 42 | Constructora Estellés | 28-17 | 24-25  |
| Terom Iaşi             | 56 – 37 | Foreholte Voorhout    | 30-17 | 26-20  |
| Iskra Partizánske (en) | 45 – 44 | Sardinia Sassari      | 22-16 | 23-28  |
| Radnički Belgrade      | 46 – 54 | Debreceni VSC         | 29-21 | 17-33  |

### Quarts de finale
| Équipe 1      | Score    | Équipe 2               | Aller | Retour |
| ------------- | -------- | ---------------------- | ----- | ------ |
| Știința Bacău | 48 – 52  | Rostselmash Rostov     | 23-24 | 25-28  |
| SC Magdebourg | 36 – 36E | Byåsen IL Trondheim    | 22-18 | 14-18  |
| Terom Iaşi    | 47 – 33  | USM Gagny              | 24-16 | 23-17  |
| Debreceni VSC | 52 – 40  | Iskra Partizánske (en) | 31-19 | 21-21  |

### Demi-finales
| Équipe 1           | Score   | Équipe 2            | Aller | Retour |
| ------------------ | ------- | ------------------- | ----- | ------ |
| Rostselmash Rostov | 43 – 41 | Byåsen IL Trondheim | 25-23 | 18-18  |
| Debreceni VSC      | 53 – 47 | Terom Iaşi          | 30-19 | 23-28  |

### Finale
| Équipe 1      | Score   | Équipe 2           | Aller | Retour |
| ------------- | ------- | ------------------ | ----- | ------ |
| Debreceni VSC | 39 – 45 | Rostselmash Rostov | 21-17 | 18-28  |

## Les championnes d'Europe
| Championne d'Europe EHF des vainqueurs de coupe 1990 Rostselmash Rostov 1er titre |